# ایوان کولیکوف
ایوان سمیونوویچ کولیکوف (روسی: Иван Семёнович Куликов؛ ۱۳ آوریل ۱۸۷۵ در موروم - ۱۵ دسامبر ۱۹۴۱ در موروم) یک نقاش روسی بود که عمدتاً در نقاشی پرتره و نقاشی ژانر فعالیت می‌کرد.

## زندگی‌نامه
وی در خانواده ای دهقانی متولد شده بود که جدیداً از روستایی به موروم نقل مکان کرده بودند. پدر وی نقاش خانه بود که سرپرست یک تعاونی کوچک بود که بسیاری از سازه‌ها را در آنجا بنا کرد و تعمیر کرد.
در سال ۱۸۹۳، یک معلم محلی با مهارت‌های نقاشی وی تحت تأثیر قرار گرفت و او را به الکساندر موروزف معرفی کرد، که تابستان‌ها را در نقاشی در موروم گذراند. موروزف نیز تحت تأثیر قرار گرفت و به والدین وی توصیه کرد که او را در مدرسه نقاشی در انجمن امپریال برای تشویق هنر ثبت نام کنند. وی بعداً در همان سال عزیمت کرد و در مسکو در راه بازدید از گالری ترتیاکوف و موزه رومانیانتسف توقف کرد. وقتی وارد سن پترزبورگ شد، به عنوان دستیار در استودیوی موروزف موقعیتی را به دست آورد. سال بعد، او در مدرسه نقاشی ثبت نام کرد، جایی که مربیان او شامل الکسی افاناسف و ارنست لیپارت بودند. در سال ۱۸۹۶، او کلاسهای آمادگی را در آکادمی هنر امپریال با ولادیمیر ماکوفسکی و سپس با ایلیا رپین شروع کرد. در سال ۱۸۹۸ بنا به توصیه رپین دانشجوی معمولی آنجا شد.
وی در سال ۱۹۰۲ با دریافت مدال طلا، عنوان «هنرمند آزاد» و یک بورسیه برای تحصیل در خارج از کشور، از آکادمی فارغ‌التحصیل شد. از سال ۱۹۰۳ تا ۱۹۰۵، او از این مأموریت برای بازدید از ایتالیا و فرانسه استفاده کرد. هنگامی که بازگشت، در چندین نمایشگاه جوایزی کسب کرد و به عنوان مدیر مدرسه هنر هنری خارکوف در سال ۱۹۱۲ پیشنهاد شد (اگرچه این پیشنهاد در نهایت رد شد) و در سال ۱۹۱۵ به عنوان «دانشگاهی» معرفی شد.
در سال ۱۹۳۵، وی عضو شاخه گورکی اتحادیه هنرمندان اتحاد جماهیر شوروی شد. در سالهای بعد، بوم‌ها و نقاشی‌های بی شماری را در موضوعات نظامی خلق کرد. در سال ۱۹۴۷، به دنبال آرزوها، خانواده وی موزه ای را در خانه خود گشودند. این کار تا سال ۲۰۰۷ بود که مقامات محلی آن را بستند و این مجموعه را به موزه تاریخ و هنر منتقل کردند.

## نقاشی‌های منتخب

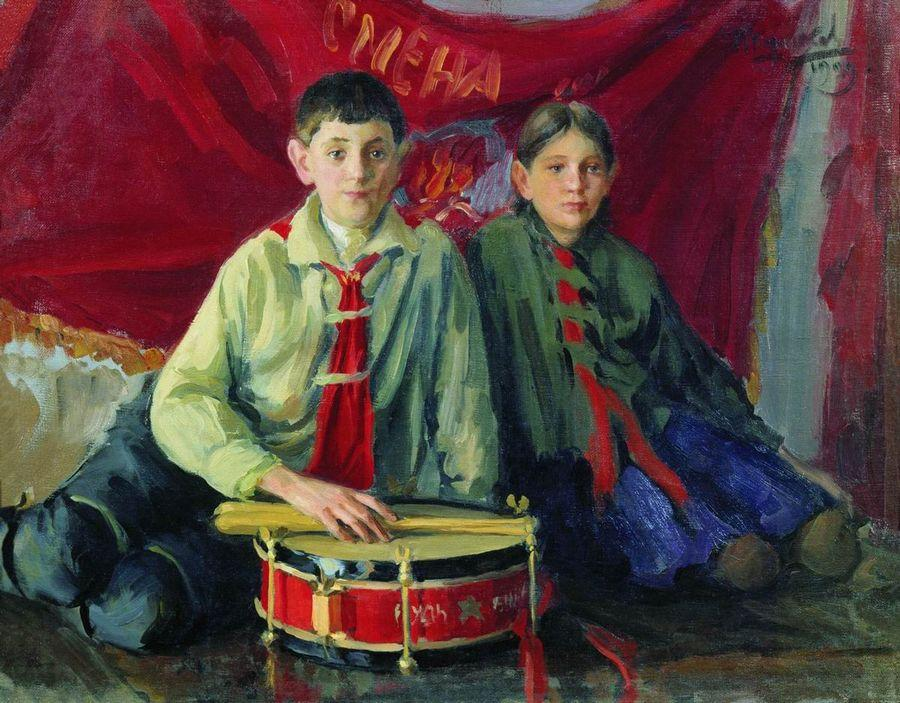
پیشگامان جوان
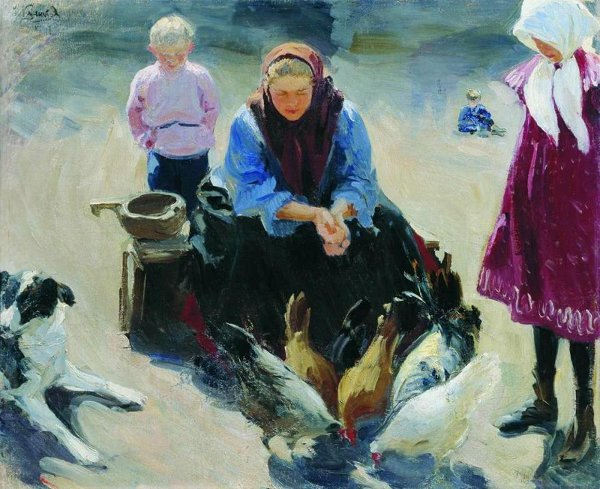
تغذیه جوجه ها
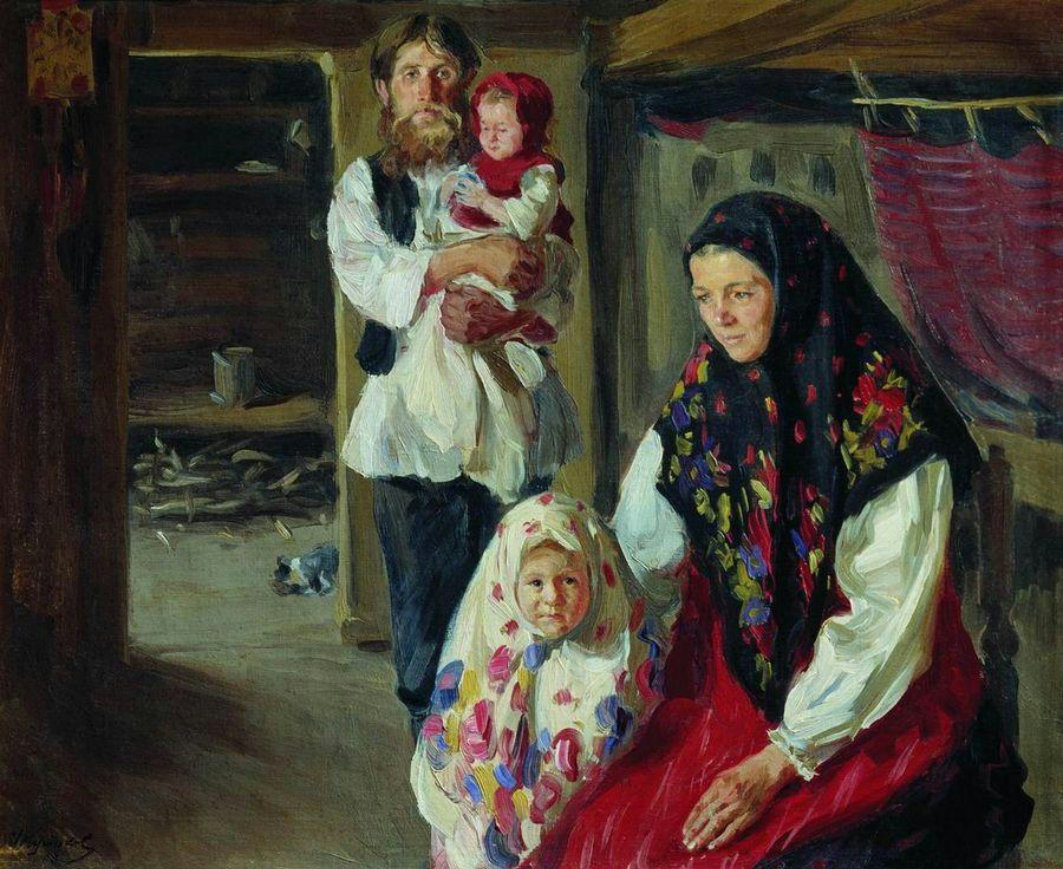
یک خانواده جنگل
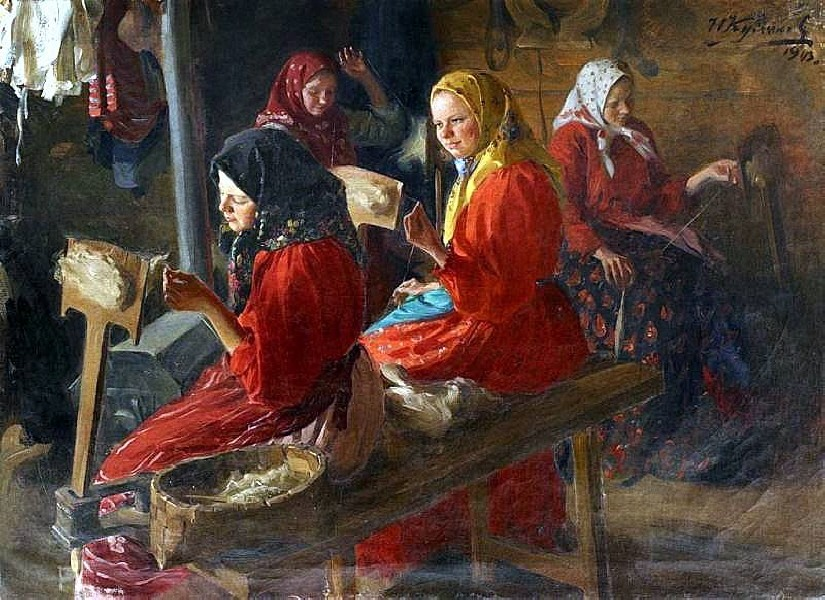
اسپینرها
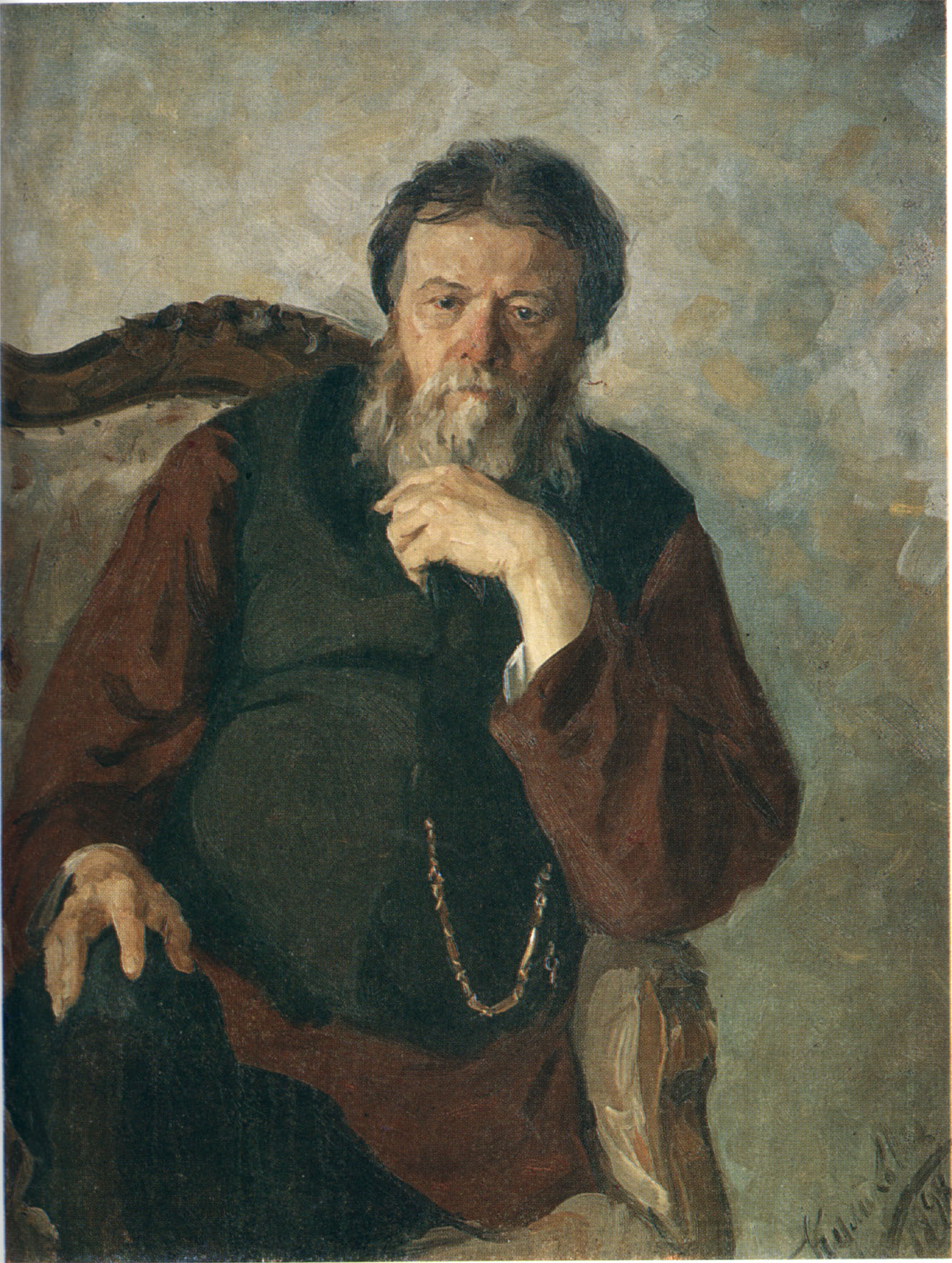
پرتره پدر ایوان
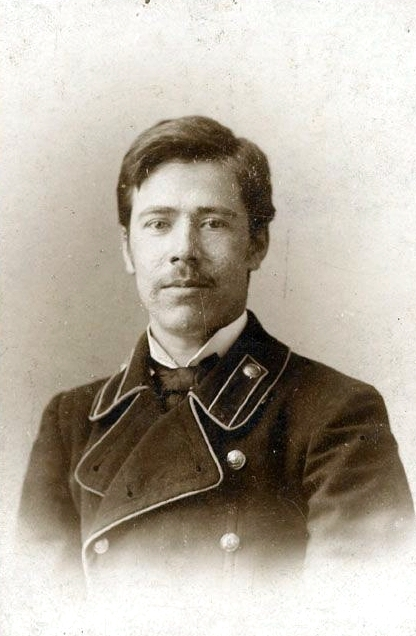
کولیکوف در اواخر دهه ۱۸۹۰
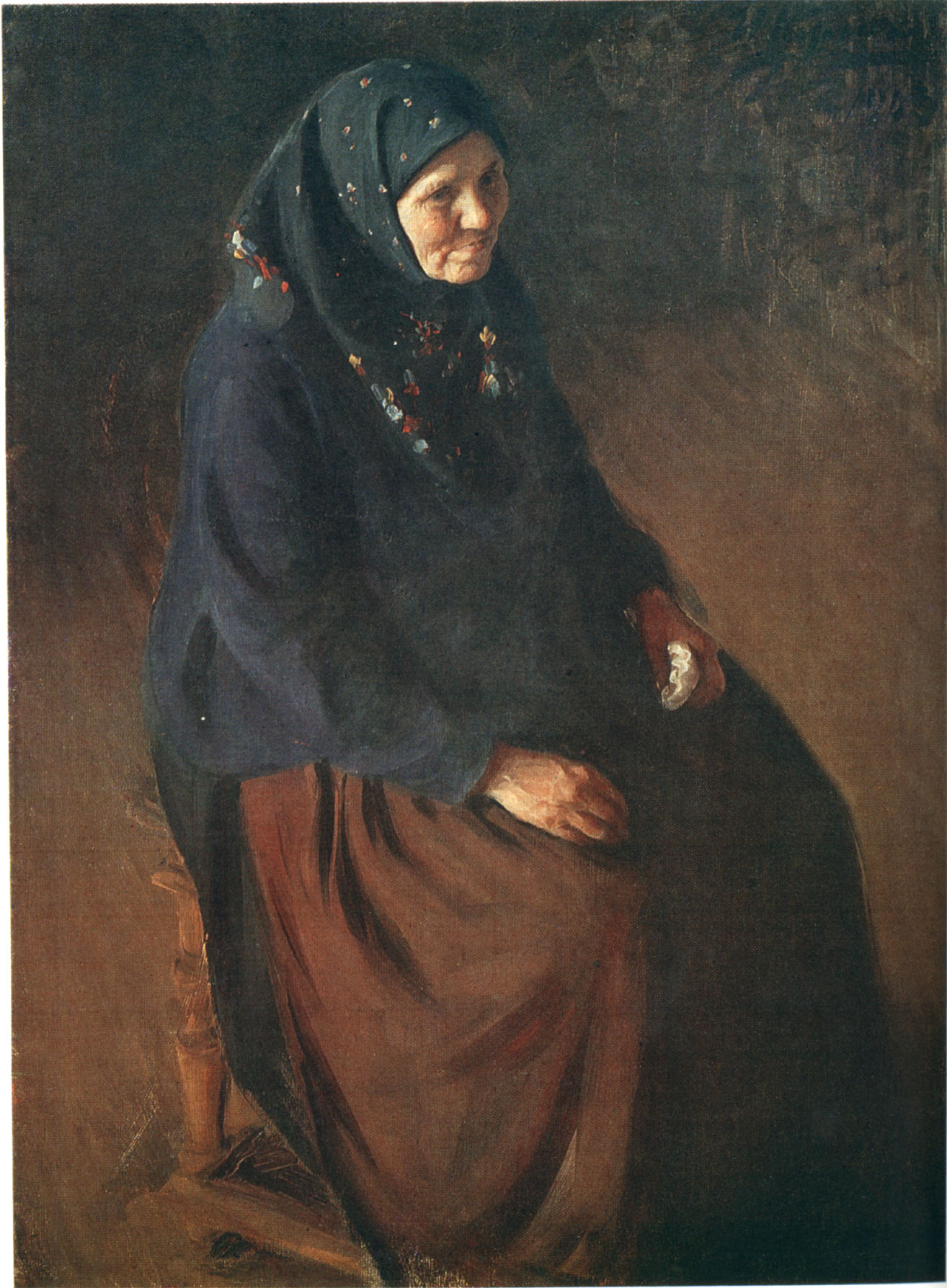
پرتره مادر ایوان
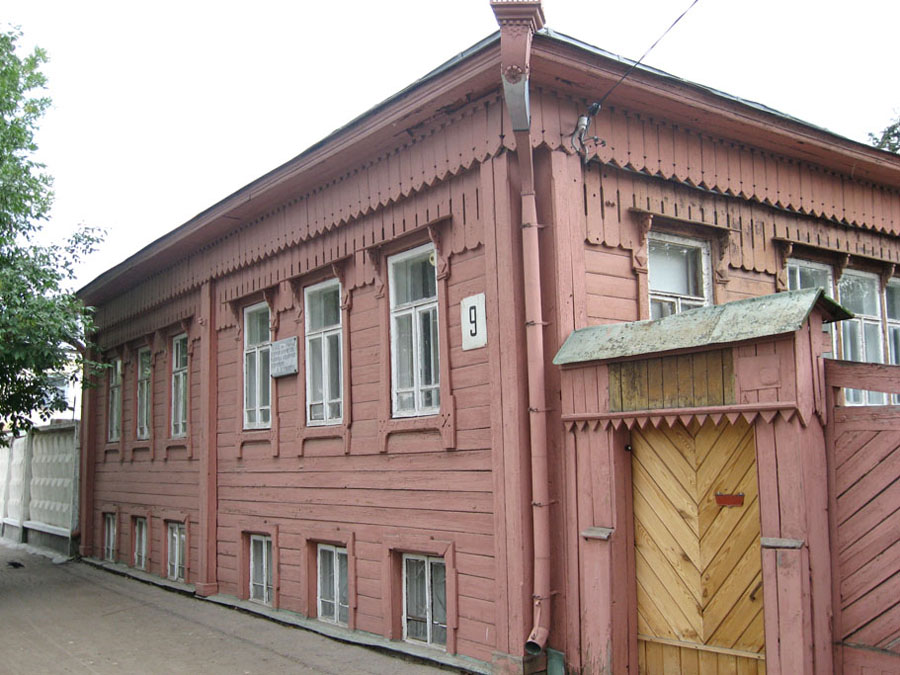
خانه کولیکوف
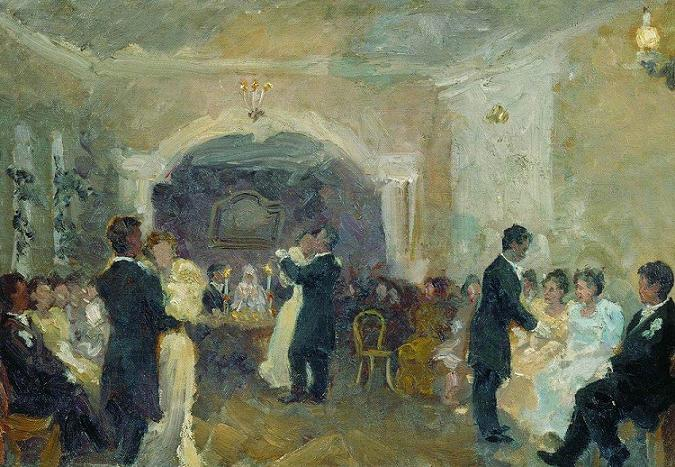
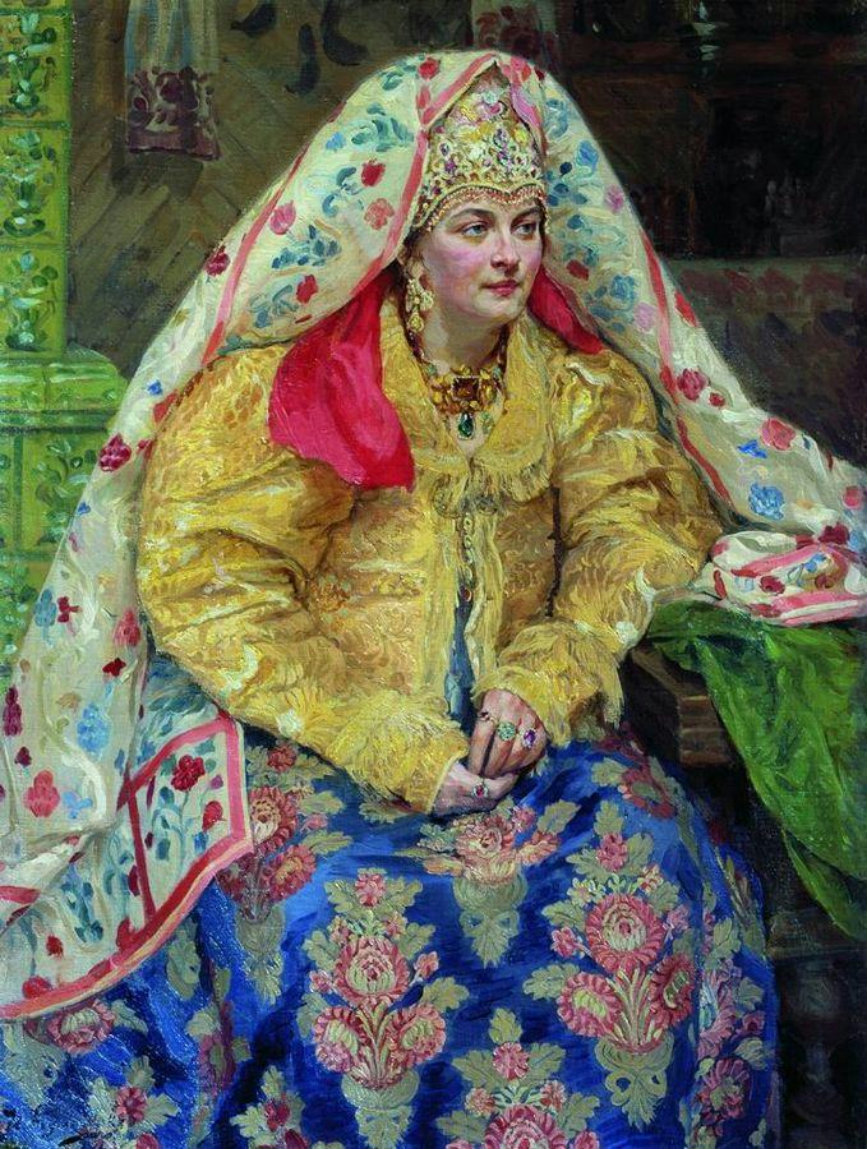
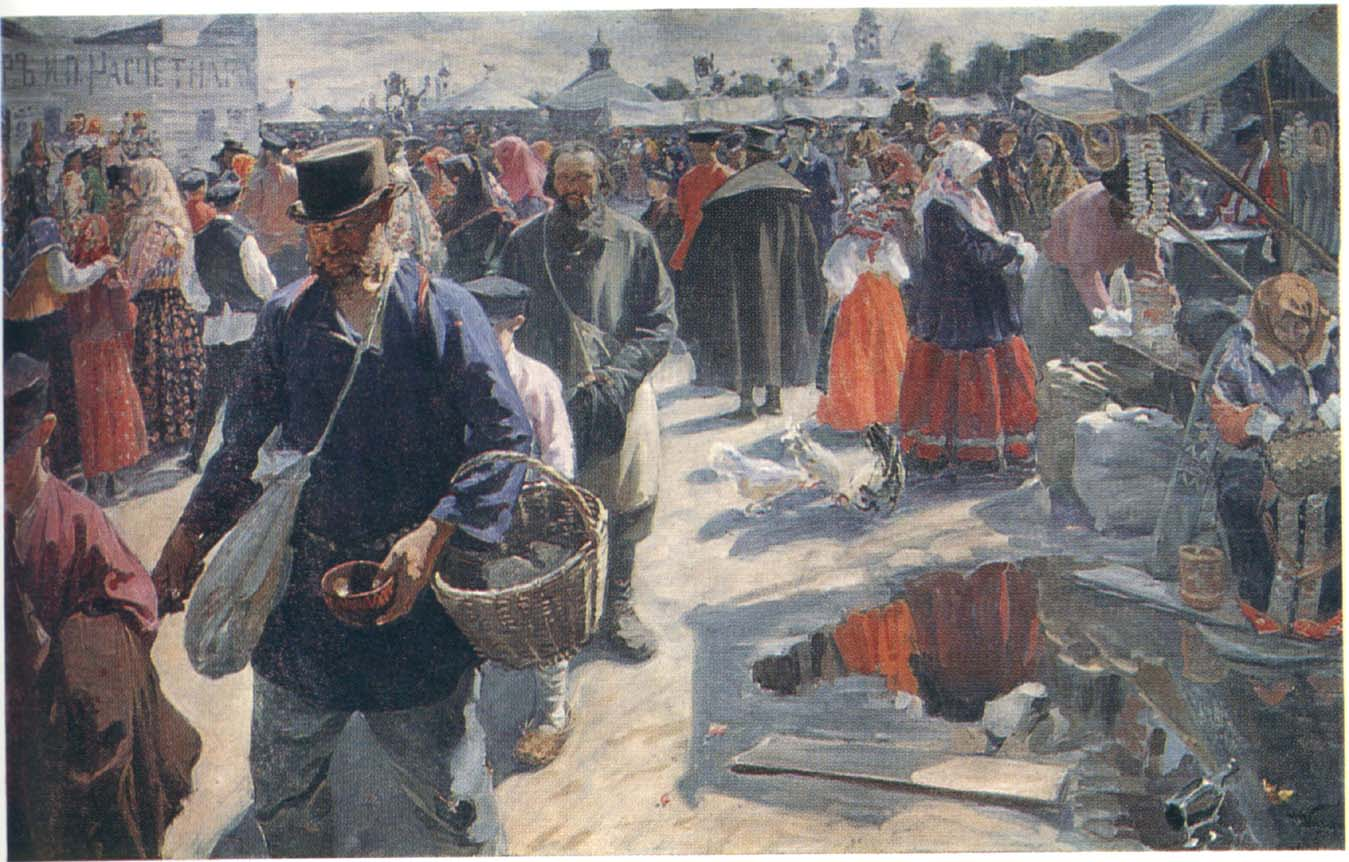
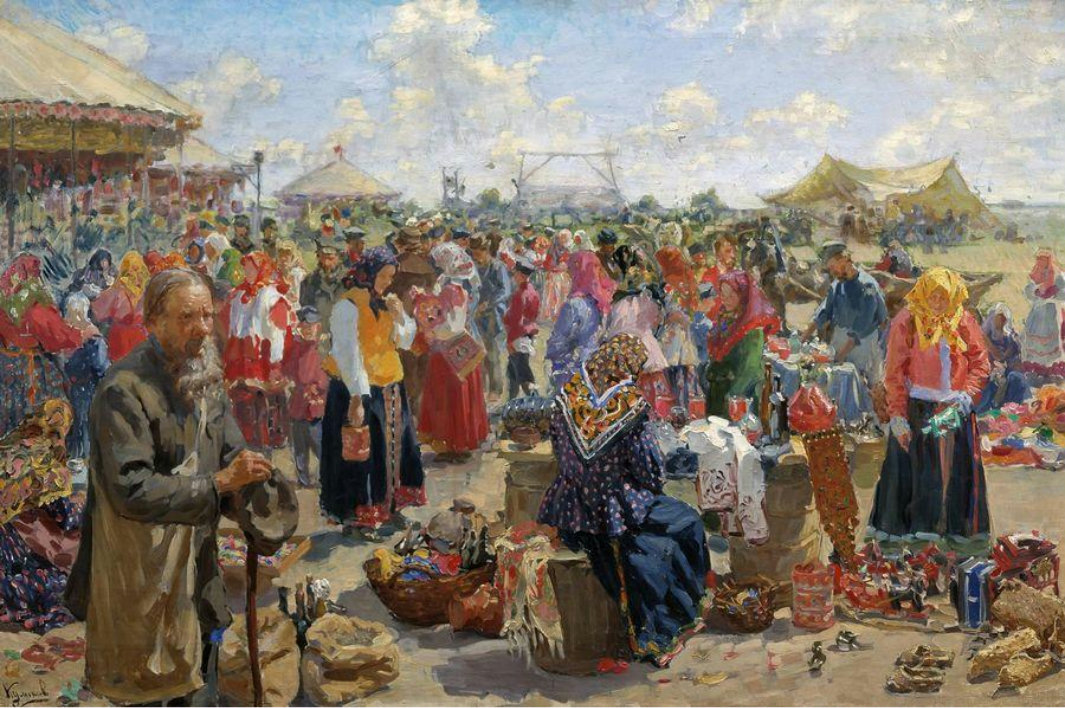
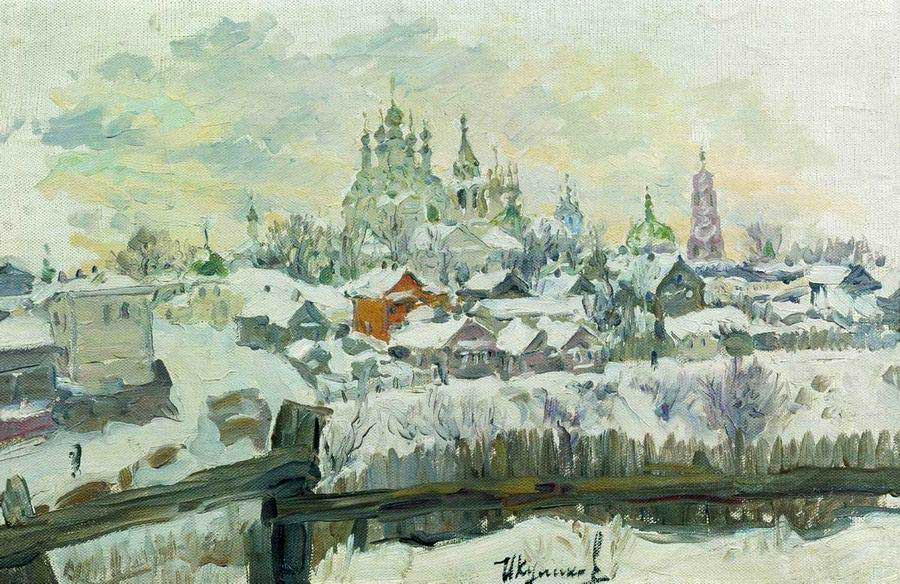
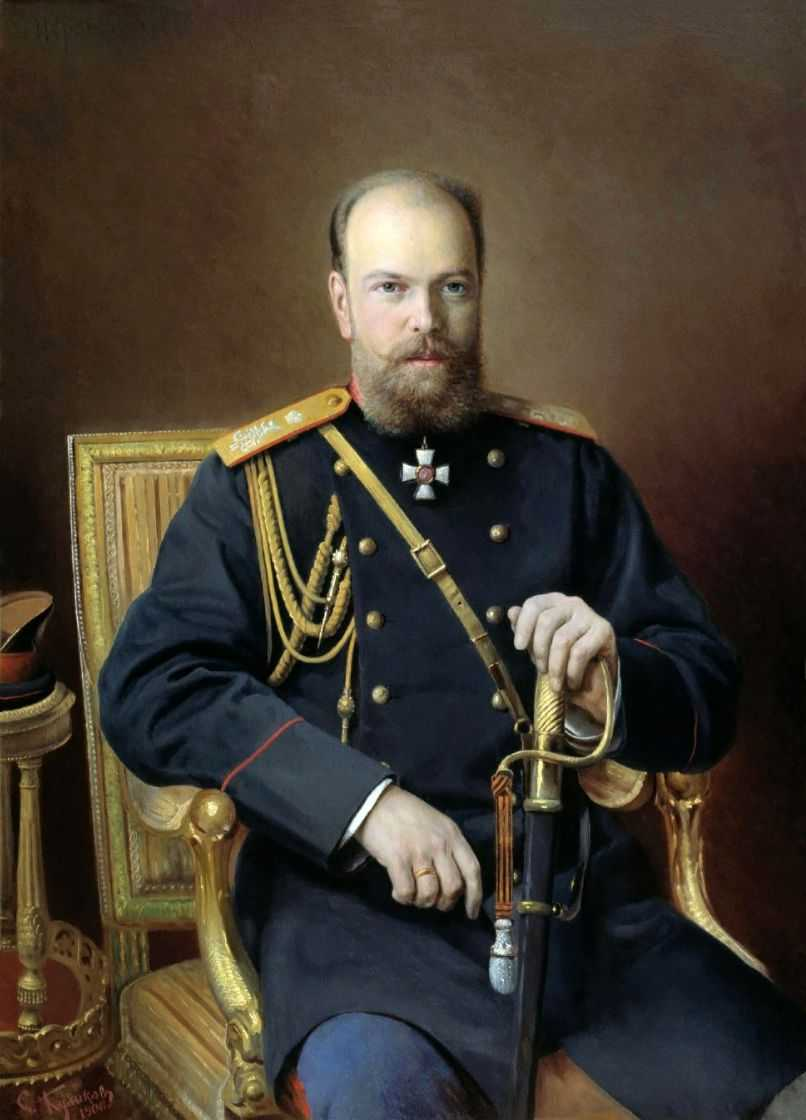
پرتره الکساندر سوم
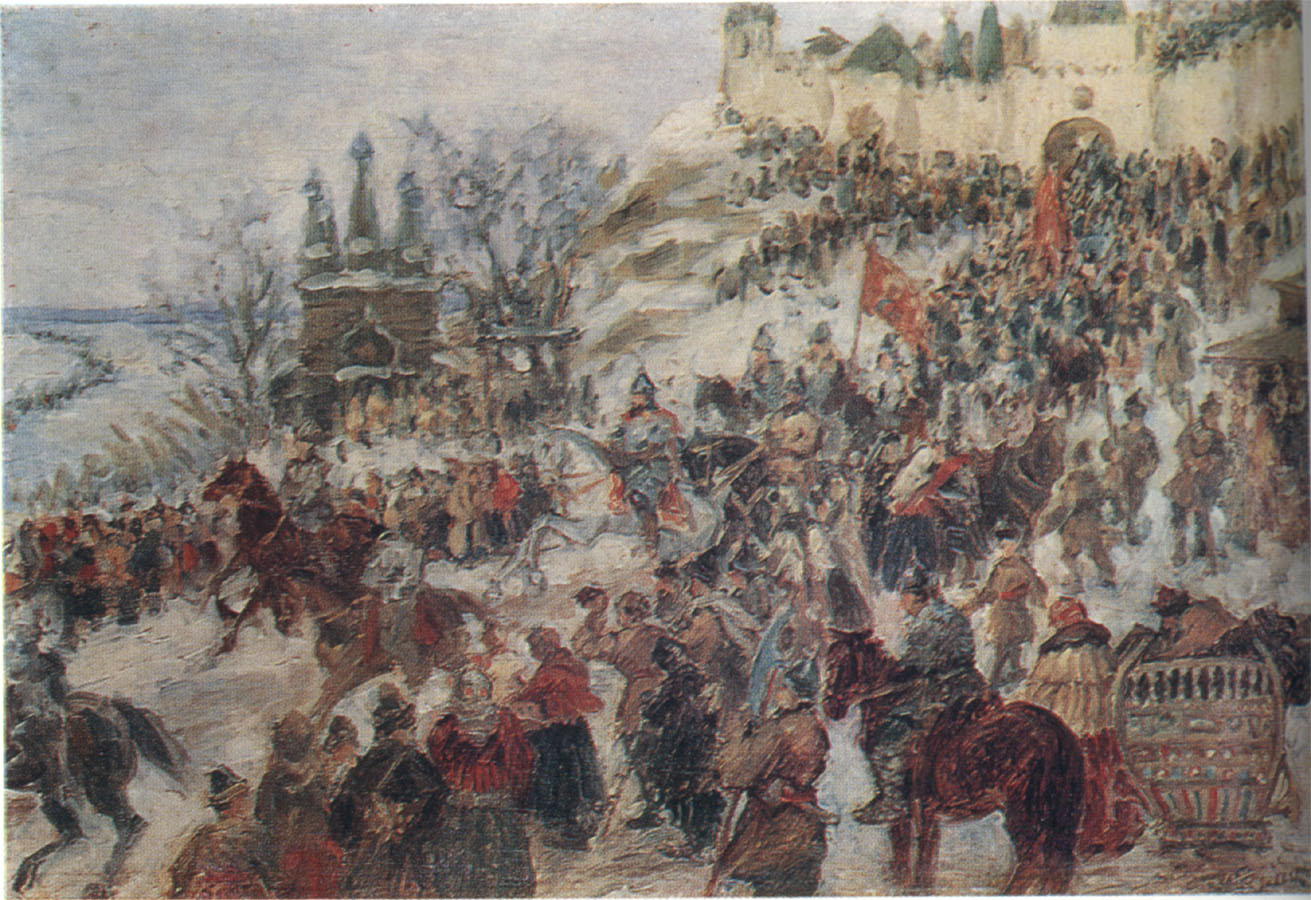